# Boethius (månekrater)
 For alternative betydninger, se Boethius. (Se også artikler, som begynder med Boethius)
Boethius er et lille nedslagskrater på Månen. Det befinder sig på Månens forside ved østsiden af Mare Undarum nær den østlige rand og er opkaldt efter den kristne romerske filosof Boethius (480 – 524/525).
Navnet blev officielt tildelt af den Internationale Astronomiske Union (IAU) i 1976. 
Før det blev omdøbt af IAU, hed dette krater "Dubyago U".

## Omgivelser
Sydvest for Boethius ligger det mørke, lavaoversvømmede Dubyagokrater.

## Karakteristika
Boethiuskrateret er cirkulært og skålformet, og dets indre vægge skråner ned mod den lille centrale kraterbund. Krateret har højere albedo end det omgivende terræn, og er ikke ramt af senere nedslag af betydning.